# Hutchinson Island South
Hutchinson Island South is een plaats (census-designated place) in de Amerikaanse staat Florida, en valt bestuurlijk gezien onder St. Lucie County.

## Demografie
Bij de volkstelling in 2000 werd het aantal inwoners vastgesteld op 4846.

## Geografie
Volgens het United States Census Bureau beslaat de plaats een oppervlakte van
124,5 km², waarvan 11,7 km² land en 112,8 km² water.

## Plaatsen in de nabije omgeving
De onderstaande figuur toont nabijgelegen plaatsen in een straal van 12 km rond Hutchinson Island South.